# قرار مجلس الأمن التابع للأمم المتحدة رقم 2204
 قرار مجلس الأمن التابع للأمم المتحدة رقم 2204، المتخذ بالإجماع في 24 فبراير 2015، بموجب الفصل السابع من ميثاق الأمم المتحدة، قرر المجلس تمديد حتى 26 فبراير 2016 تجميد الأصول وحظر السفر التي فرضت بموجب قرار 2140 (2015) للمساعدة في وقف الأزمة في اليمن التي هددت الانتقال السياسي الجاري. تم تمديد ولاية فريق الخبراء للجنة 2140 إلى 25 مارس 2016.